# リー川
リー川（リーがわ、River Lee、あるいはRiver Lea）は、イングランドの河川でテムズ川の支流。
ルートン近くのチルターン丘陵の北東部の白亜層を源泉とし、ほぼ東に進み、その後南に流れ、ロンドンでテムズ川と合流する。合流直前の部分は、ボウ・クリークと呼ばれている。
かつては重要な水運の要であったため、通行を容易にするため一部で拡張工事が行われ、リー川交通網として運河化されている。1613年にロンドンへリー川から、下流の工業地帯を迂回しきれいな飲料水を運ぶためにニュー・リバーという人工河川が作られた。リー川からルートンの西で別れ、ルートン、ハープンデン、ウェリン・ガーデン・シティ、ハートフォード、ウェア、ホッズドン、チェズント、クラプトン、ハックニー・ウィック、ストラトフォード、ブロムリ＝バイ＝ボウ、カニング・タウンを経て、リーマスでボウ・クリークとしてテムズ川と合流している。
大ロンドンの中では、リー川はいくつもの貯水池を通過する。ブリムスダウンのジョージ5世貯水池、エドモントンのウィリアム・ガーリング貯水池、トッテナムのバンブリー貯水池を通過する。トッテナム・ヘールでは、いくつかの連携した貯水池があり、リー川はそこに流れ込んでいる。それらはロックウッド貯水池、ハイ・メイナード貯水池、ロウ・メイナード貯水池、ウォルサムストウ貯水池群、イースト・ワーウィック貯水池、ウエスト・ワーウィック貯水池である。スリー・ミルズの側も通過している。
ウェアからロンドンのフィンズベリー公園までの長さ24kmのリー川渓谷はオカヨシガモ、ハシビロガモの越冬地として、2000年にラムサール条約登録地となった。